# Hans-Joachim Buddecke

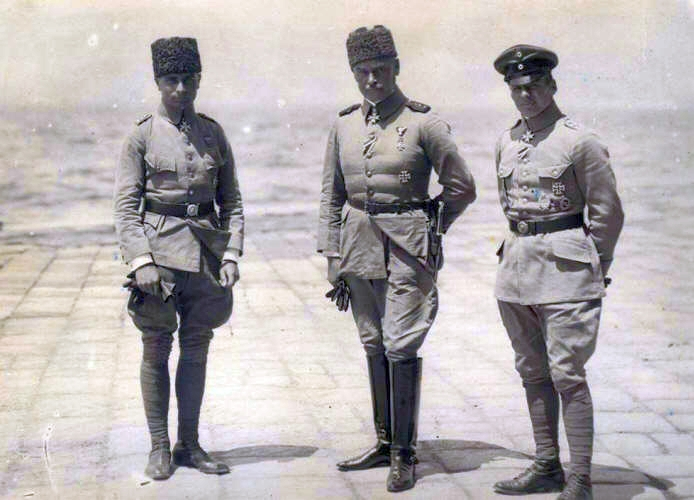
Hans-Joachim Buddecke (vlevo), Otto Liman von Sanders (uprostřed) a Oswald Boelcke v Turecku 1916

Hans-Joachim Buddecke (22. říjen 1890 Berlín, Německé císařství – 10. březen 1918 poblíž Lille, Francie) byl německý důstojník a bojový pilot první světové války se třinácti vítězstvími. Byl třetím leteckým esem (po Maxi Immelmannovi a Oswaldu Boelckem), které získalo ocenění Pour le Mérite.

## Kariéra
Buddecke byl syn hesenského poručíka Alberta Buddeckeho. V mládí se rozhodl se jít ve šlépějích svého otce a na jaře roku 1904 vstoupil do armády. Po šesti letech (1. června 1910) získal hodnost poručíka 115. osobního gardového pěšího pluku (Leibgarde-Infanterie-Regiment (1. Großherzoglich Hessisches) Nr. 115). V roce 1913 z armády však odešel. Ve stejném roce se odstěhoval do USA, kde začal nový život. Pracoval jako mechanik v továrně na automobily v Indianapolis. Z vydělaných peněz si koupil vlastní letadlo (jednoplošník Nieuport) a naučil se na něm létat. Když začala válka, rozhodl se vrátit zpátky do Německa. Pod falešnou identitou (jako Morize Adolph) se nalodil na řeckou loď Athene a doplul do Palerma na Sicílii, odtud se vydal domů, kde se přihlásil do Luftstreitkräfte.

### První světová válka
V září 1914 byl Buddecke poslán na západní frontu, kde zpočátku létal jako pozorovatel. Brzy se však stal bojovým pilotem jednotky FFA 23 (Feldflieger Abteilung 23). Díky zkušenostem s létáním na jednoplošníku byl doporučen jeho přítelem Rudolfem Bertholdem k pilotování prvního Fokker Eindecker, který byl k jednotce přidělen. Společně s Bertholdem, který létal na AEG G.II, pak vytvořili malou Kampfstaffel a zastavovali britské průzkumné letouny.
Prvního vítězství se dočkal 19. září 1915. Sestřelil B.E.2c z 8. perutě RFC (Royal Flying Corps). Posádku nepřátelského letounu tvořil pilot poručík W.H. Nixon a pozorovatel kapitán J.N.S. Stott. Brzy poté následovaly pro Buddeckeho další úspěchy. Druhý B.E.2, tentokrát ze 13. perutě RFC, sestřelil 23. října. Posádku tvořil kapitán C.H. Marks a poručík W.G. Lawrence, bratr proslulého Lawrence z Arábie. 6. prosince pak Buddecke zaznamenal jedno nepotvrzené vítězství.
Poté byl poslán do Gallipoli, kde u jednotky Ottoman FA 6 létal na letounech Halberstadt D.II a Fokker E.III. Jeho protivníky zde byly piloti z RNAS (Royal Naval Air Service). Turecká kampaň byla pro Buddeckeho úspěšná. Dosáhl čtyř jistých a sedmi nepotvrzených vítězství a osobně od Envera Paši obdržel zlatou medaili Liyakat. Na konci dubna 1916 následovalo opětovné povolání na Západní frontu, kde pak od září vedl jednotku Jagdstaffel 4 (zkráceně Jasta 4). Po třech vítězstvích se v lednu 1917 opět vrátil do Turecka, kde létal s Ottoman FA 5. Od tureckých vojáků zde získal přezdívku El Schahin (sokol). Na jaře 1918 byl povolán do Francie k Jasta 30 a následně Jagdstaffel 18.
Buddecke byl zabit během leteckého útoku nad Lille 10. března 1918. Pohřben je na berlínském Hřbitově invalidů (Invalidenfriedhof).

## Vyznamenání
- Železný kříž, I. třída (1914)
- Železný kříž, II. třída (1915)
- Královský hohenzollernský domácí řád , rytířský kříž s meči
- Vojenský řád sv. Jindřicha, rytířský kříž
- Liakat Medal (Medaile za zásluhy), zlatá a stříbrná (1916) (Osmanská říše)
- Pour le Mérite, (14. 04. 1916)
- Imtiyaz Medal (Medaile za chrabrost), zlatá (Osmanská říše)

údaje použity z: anglické Wikipedie-Hans-Joachim Buddecke/Decorations and awards

## Galerie

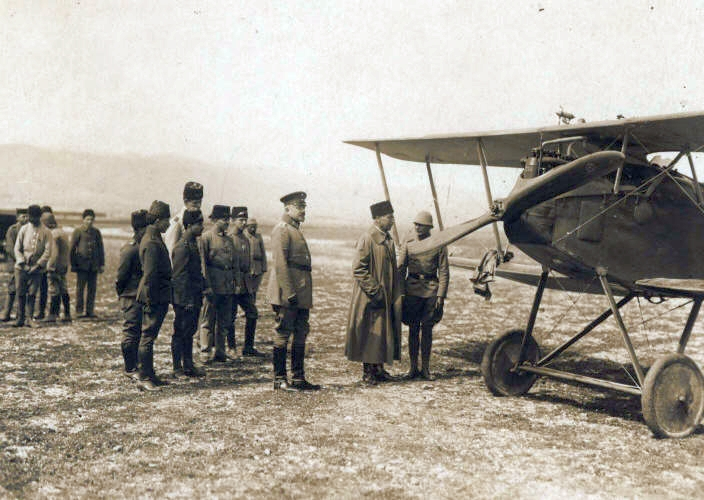
Buddecke (v s přilbou na hlavě) vítá generála Otto Limana von Sanderse u svého Halberstadtu, Smyrna 1917
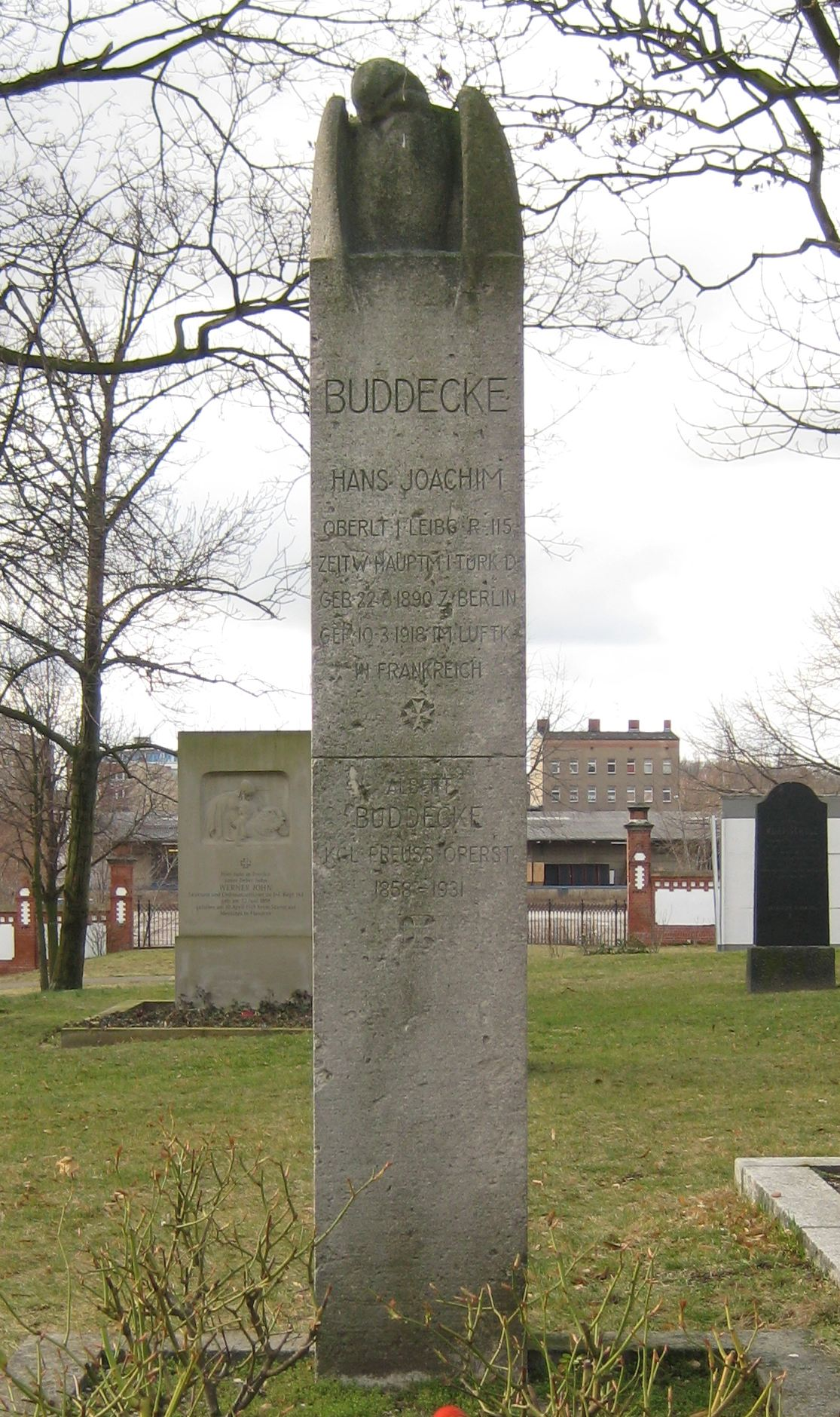
Buddeckeho hrob na berlínském Hřbitově invalidů